# Монголија на Зимским олимпијским играма 1994.
Монголији је ово било осмо учествовање на Зимским олимпијским играма. У Лилехамеру у Норвешкој на Олимпијским играма 1994. учествовала је са једним такмичарем у брзом клизању на кратким стазама. 
Заставу Монголије на свечаном отварању Олимпијских игара 1994. носио је једини учесник Batchuluuny Bat–Orgil.
Монголија је остала у групи земаља које нису освојиле ниједну медаљу на овим играма.

## Учесници по спортовима
| Спорт                           | Мушкарци | Жене | Укупно |
| ------------------------------- | -------- | ---- | ------ |
| Брзо клизање на кратким стазама | 1        | 0    | 1      |
| Укупно(1)                       | 1        | 0    | 1      |

## Резултати

### Брзо клизање на кратким стазама

#### Мушкарци
| Такмичар              | Дисциплина | Квалификације | Квалификације | Четвртфинале         | Четвртфинале         | Полуфинале           | Полуфинале           | Финале               | Финале        | Детаљи |
| Такмичар              | Дисциплина | Време         | Место         | Време                | Место                | Време                | Место                | Време                | Место         | Детаљи |
| --------------------- | ---------- | ------------- | ------------- | -------------------- | -------------------- | -------------------- | -------------------- | -------------------- | ------------- | ------ |
| Batchuluuny Bat-Orgil | 500 м      | 48,63         | 3. у гр. 4    | Није се квалификовао | Није се квалификовао | Није се квалификовао | Није се квалификовао | Није се квалификовао | 24. / 30 (31) |        |
| Batchuluuny Bat-Orgil | 1.000 м    | 1:40,41       | 4. у гр. 1    | Није се квалификовао | Није се квалификовао | Није се квалификовао | Није се квалификовао | Није се квалификовао | 29. / 30 (31) |        |